# Chào mào Ansorge
Chào mào Ansorge, tên khoa học Eurillas ansorgei, là một loài chim trong họ Pycnonotidae.